# René Willien
René Willien (né en 1916 à Aoste et mort en février 1979 à Courmayeur) est un photographe, écrivain et alpiniste valdôtain.
Il est surtout reconnu comme un promoteur des traditions populaires et l'un des plus importants chercheurs dans le domaine de la culture valdôtaine. Il a combattu dans la Vallée d'Aoste au sein de la Résistance. Il a écrit un grand nombre d'œuvres en patois valdôtain, parmi lesquelles une importante biographie de Jean-Baptiste Cerlogne, un guide de la Vallée d'Aoste et diverses œuvres sur les traditions locales.

## Biographie

### Origines
Son père est piémontais d'origine savoyarde, tandis que sa mère est originaire des Pouilles. René Willien naît en 1916 à Aoste, dans un milieu polyglotte (on y parle le français, le patois valdôtain et le piémontais, l'italien se pratique difficilement),.

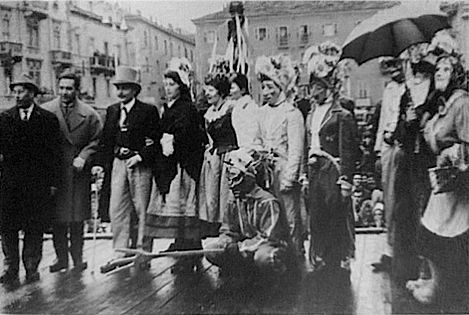
Présentation du premier Carnaval de la ville d'Aoste en 1962. De gauche à droite : René Willien, Cesare Zambroni, Pierre Vietti (Batezar), Joséphine Vittaz (Batistine).

### Seconde Guerre mondiale
Il grandit durant l'époque fasciste, il devient maître d'école en 1935. Durant la Seconde Guerre mondiale, il est sous-lieutenant des alpins, il combat dans les Alpes savoyardes, puis en 1942 en Yougoslavie, expérience qui le marque profondément et qu'il évoque par exemple dans Tra la Dora e l'Isère : Willien est opposé à la guerre fasciste qui brise d'une façon artificielle l'unité culturelle des habitants des montagnes valdôtaines et savoyardes, réunis par un patrimoine linguistique et des traditions communes. C'est cette réflexion qui le porte à fréquenter César Olietti, Georges Jorrioz et d'autres personnalités valdôtaines de l'époque et à participer, après l'Armistice de Cassibile, à la Résistance valdôtaine à une position clé : il avait pour charge de maintenir les contacts avec les partisans français.

### Promoteur de la culture valdôtaine
Dans l'après-guerre, il reprend son activité d'enseignant et participe à l'effervescence politique valdôtaine, en promouvant surtout la culture valdôtaine qui avait été occultée pendant la période fasciste : il dirige l'hebdomadaire Lo Partisan et puis de 1947 à 1948 le mensuel La Grolla, où il publie la poésie en patois d'Eugénie Martinet et ses propres œuvres, il fit une place aux études de Anaïs Ronc-Désaymonet et à celles de Jules Brocherel.

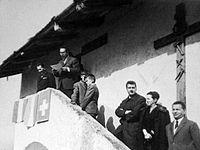
Inauguration du Centre d'études francoprovençales à Saint-Nicolas, le 16 octobre 1967.

S'éloignant de l'activité politique, il se consacre complètement à la promotion du francoprovençal et de la culture valdôtaine. En 1955, à l'occasion du centenaire de l'Académie Saint-Anselme, il indique la nécessité de promouvoir et de préserver le patois par l'intermédiaire de structures appropriées, posant les bases de ce qui sera le Centre d'études francoprovençales. En 1957, il organise dans différentes villes la première journée valdôtaine dédiée aux divers patois. En 1958, il fonde avec Pierre Vietti le Charaban, compagnie de théâtre en franco-provençal valdôtain encore existante.
À partir de 1963, il écrit longtemps dans la revue Noutro dzen Patoué, dédiée à l'école valdôtaine et à la langue locale. Croyant en l'importance de la didactique, le 20 octobre 1963, il inaugure le Musée Cerlogne à Saint-Nicolas, dédié à Jean-Baptiste Cerlogne, et crée le concours homonyme, pour encourager la présence du patois valdôtain à l'école.

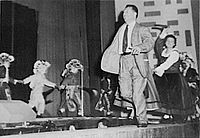
Lo Charaban n.7 au théâtre Giacosa d'Aoste: René Willien avec la troupe du Charaban et les costumes de la Coumba Freida.

Entre 1964 et 1975, il est président du Syndicat d'initiative aostain, en 1967, il fonde le premier Centre d'études francoprovençales qui aujourd'hui porte son nom, et qui attirera les plus importants experts de dialectologie francoprovençale, parmi lesquels Corrado Grassi, Gaston Tuaillon, Ernest et Rose-Claire Schülé.
En 1976, il publie un livre de photographies Valle d'Aosta in bianco (e nero), dans lequel il montre de façon polémique les transformations du paysage et les spéculations immobilières survenues dans les dix années précédentes. Entre 1977 et 1978, il se consacre à de nouvelles publications photographiques avec photos d'époque commentées.
Il meurt subitement en février 1979 à Courmayeur.

## Hommages
C'est à lui qu'est dédié le Centre d'études francoprovençales (CEFP) de Saint-Nicolas, et le Prix littéraire « René Willien » (Prix littéraire René Willien) institué par la Région autonome Vallée d'Aoste.

## Œuvres
- (it) René Willien, Tra la Dora e l'Isère: storia e racconto, Aoste: Itla, 1956.
- (frp) René Willien, Amedée Pignet et Louis Vuillermoz, Valdôtèn, tsantèn,
- René Willien e Pinin Pacot (sous la direction de), Poesia valdostana, pp. 37–48, in Ij Brandé: armanach ed poesia piemonteisa, 1960.
- (it) René Willien, Valle d'Aosta, Aoste: Assessorat régional du tourisme, 1977.
- (it) Renato Willien, Nuova guida della Valle d'Aosta, Turin: SACAT, 1975.
- René Willien, Cerlogne (1826-1910), avec la collaboration de Lucienne Landi, Aosta: ITLA, 1974.
- (frp) René Willien, Dié conte de Croméyeuï (Dix contes de Courmayeur; Dieci racconti di Courmayeur), gravures de Nex, Aoste: ITLA, 1953.
- (frp) René Willien, Lo ten passe: dje poésie eun patoe de la Veulla d'Outa; gravures de Ricci, Aosta: impr. Marguerettaz, 1961.
- René Willien (par les soins de), St-Ours: foire millénaire, con testi di P.-J. Béthaz et alii, Genova: Saiga già, 1970.
- (it) René Willien (par les soins de), Vieille vallée: vecchie immagini della Val d'Aosta, con foto di Breuil, Valtournenche, Chamois, Antey-Saint-André, Torgnon, Châtillon, Saint-Vincent, Fénis, raccolte e commentate da René Willien, Aosta: Imprimerie valdôtaine, 1997.
- René Willien, Noutro dzen patoué. Bullettin à l'usage du corps enseignant de la Vallée d'Aoste, sous la direction de L. Landi, Aoste: Le Château, 1996.